# Новатор (конструкторское бюро)
ОКБ «Новатор» (Опытное-конструкторское бюро «Новатор» имени Люльева Л. В.) — советское и российское проектно-конструкторское бюро, основанное в 1947 году как подразделение Машиностроительного завода им. М. И. Калинина в Екатеринбурге.
«Новатор» занимался разработкой крупнокалиберных артиллерийских систем противовоздушной обороны, другим вооружением и военной техникой для ВС Союза ССР. ОКБ выделилось в самостоятельное предприятие в 1991 году. С 2002 года входит в состав АО «Концерн ВКО „Алмаз-Антей“».

## История
«Новатор» — одно из ведущих российских конструкторское бюро (КБ) — разработчиков ракетной техники, многопрофильное предприятие, коллективом которого созданы изделия различных классов для Сухопутных войск, Военно-морского флота, Военно-воздушных сил и Космических войск.
Опытное конструкторское бюро «Новатор» создано вскоре после окончания Великой Отечественной войны, в декабре 1947 года, на базе отдела Главного конструктора завода № 8 имени М. И. Калинина как ОКБ-8.
Первоначально, ОКБ-8 разрабатывало зенитные орудия крупного калибра. В 1948—1954 годах зенитная артиллерия Сухопутных войск страны перевооружалась на новые пушки КС-19 и КС-30 калибров 100 мм и 130 мм разработки ОКБ-8. Данные орудия изготавливались большими сериями и длительное время являлись основой зенитной артиллерии Вооруженных Сил Союза ССР.
В 1957 году ОКБ-8 было привлечено к разработке зенитных управляемых ракет (ЗУР) и самоходных пусковых установок (СПУ) для них. С середины 1960-х годов ОКБ также занимается разработкой морского ракетного вооружения.
С момента создания и до 1985 года ОКБ возглавлял дважды Герой Социалистического Труда, Лауреат Ленинской и Государственной премий, доктор технических наук Л. В. Люльев. Под его руководством относительно небольшой заводской отдел превратился в мощную проектную организацию, обеспечивающую проведение полного цикла конструкторской разработки ракетной техники, оснащённую всеми средствами проектирования, экспериментальной отработки и опытного изготовления изделий.
Разработанные Л. В. Люльевым методологические и концептуальные основы проектирования, наземной отработки и лётных испытаний ракет и по настоящее время являются базовыми при создании новейших образцов ракетной техники.
Л. В. Люльев воспитал большую группу талантливых конструкторов и производственников, успешно завершивших разработки, начатые под его руководством и при непосредственном участии, а также осуществивших новые разработки ряда образцов крылатых, противокорабельных и противолодочных ракет.
В 1966 году ОКБ было переименовано в Свердловское машиностроительное конструкторское бюро «Новатор».
В 1982 году за вклад в укрепление обороноспособности страны ОКБ награждено орденом Ленина.
В 1985 году ОКБ после кончины Люльева возглавил А. Ф. Усольцев
В 1991 году ОКБ «Новатор» получило статус самостоятельного предприятия Опытное конструкторское бюро «Новатор».
С 1996 по 2023 года ОКБ «Новатор» возглавлял генеральный директор — генеральный конструктор П. И. Камнев.
В 1997 году ОКБ было присвоено имя Льва Вениаминовича Люльева.
С 1999 года ОКБ «Новатор» получено свидетельство о государственной аккредитации, как научной организации.
В 2002 году по Указу Президента Российской Федерации ОКБ вошло в состав Концерна ПВО «Алмаз-Антей».
В настоящее время ОКБ продолжает разработку и производство ракетных комплексов, управляемых ракет, пусковых установок ЗУР, учебных средств комплексов наземного, морского и авиационного базирования. Предприятие также разрабатывает изделия и комплексы в экспортном исполнении.
За время существования в ОКБ было создано и принято на вооружение 6 образцов артиллерийского и 24 образца ракетного вооружения с тактико-техническими характеристиками, как правило, превосходящими ТТХ зарубежных и отечественных аналогов. Принятие на вооружение этих образцов позволяло Вооружённым Силам страны на каждом этапе в ряде классов вооружения достигнуть значительного военно-технического превосходства над аналогичным вооружением зарубежных стран или, по меньшей мере, обеспечить необходимый паритет.
За творческий вклад в создание новейших образцов вооружения 52 ведущим специалистам ОКБ присуждены Ленинские и Государственные премии и премии Правительства Российской Федерации, свыше 500 работников удостоены Государственных наград и Почётных званий Российской Федерации.
Коллективом ОКБ создано 131 изобретение, получены два свидетельства на товарный знак, а также получено 10 положительных решений о выдаче патентов на изобретения.
На предприятии внедрена система менеджмента качества продукции.
Успешное выполнение договорных работ позволило существенно укрепить кадровый состав работников, численный состав ОКБ довести до уровня более 2500 человек, а также обновить производственную и лабораторную базу.

## Санкции
20 декабря 2017 года конструкторское бюро внесено в санкционный список США. 15 марта 2022 года, на фоне вторжения России на Украину, конструкторское бюро «Новатор» внесено в санкционные списки Евросоюза как «поставляющее крылатые ракеты «Калибр» российским вооружённым силам, которые используют их в агрессивной войне против Украины». Также, по аналогичной причине, в отношении конструкторского бюро санкции ввела Япония, Швейцария, Украина и Канада.

## Продукция
- Зенитные орудия:
  - 85-мм зенитная пушка КС-1
  - зенитная пушка КС-12
  - 85-мм зенитная пушка КС-18
  - 100-мм зенитная пушка КС-19
  - 100-мм зенитная пушка КСМ-65
  - 130-мм зенитная пушка КС-30
  - 152-мм зенитная пушка КМ-52
- Ракета воздух — воздух
  - КС-172
- Зенитные ракеты:
  - 3М8 (3М8М1, 3М8М2) для ЗРК «Круг»,
  - 9М38 (9М38М1, 9М38М2, 9М317М) для ЗРК «Бук» и УВП 3С90М1
  - 9М83 и 9М82 ЗРС С-300В и С-300ВМ
- Крылатые ракеты:
  - КС-122 (Индекс УРАВ ВМФ: 3М10) для C-10 или «Гранат» — стратегические крылатые ракеты для вооружения подводных лодок
    - КС-122 (Индекс УРАВ ВМФ: 3М??) для РК-55 или «Рельеф» — стратегические крылатые ракеты, уничтожены по договору РСМД, предназначались для частей ВС СССР

  - ракеты семейства «Калибр» (Club в экспортном исполнении):
    - 3М54 — противокорабельные ракеты ряда модификаций
    - 3М14 — КР для поражения наземных целей

  - «Буревестник» или 9М730
  - 9М729 — крылатая ракета наземного базирования средней дальности (по данным НАТО[8]}.
- Ракетные комплексы:
  - «Вьюга», «Ветер», «Водопад»
- Противолодочные ракеты:
  - 91Р1 и 91РТ2 — ракеты-торпеды
- Самоходные пусковые установки:
  - СПУ 2П24 ЗРК «Круг»
  - СПУ 9А83 и 9А82 ЗРС С-300В и С-300ВМ
- Метеорологические ракеты:
  - МР-12
  - МР-25